# Pauvre John ou les Aventures d'un buveur de whiskey
Pauvre John ou les Aventures d'un buveur de whisky és un curtmetratge mut francès del 1907 acreditat a Georges Méliès. Va ser venut per la Star Film Company de Méliès i està numerat del 1000 al 1004 als seus catàlegs.

## Trama
Un gran grup de turistes, amb guies, cascs colonials i un guia turístic, arriben a un paisatge rocós dominat per un temple en ruïnes. Un dels turistes, cansat de fer turisme, s'estira sobre una roca i se'n va a dormir. Un lacai borratxo, que portava l'equipatge dels turistes, es trobava darrere del grup. Mentre avancen, s'asseu i comença a beure molt d'una ampolla trobada entre l'equipatge.
Quan el lacai s'enfonsa en un estupor borratxo, apareix una figura amb túnica grega o romana antiga i demana l'atenció del lacai espantat. La figura amb túnica evoca diverses visions: dones amb draperia clàssica, posant a tableaux; una antiga festa amb bacants ballant; Dionís mateix, muntant un ruc; una font de foc; i un darrer quadre de dones, una de les quals s'estira prop del lacai.
El lacai l'està rebent de petons quan la seva al·lucinació acaba de sobte, i s'adona que està abraçant el turista cansat. Enfadada, lluita contra ell i un grup dels altres turistes arrosseguen el lacai borratxo.

## Producció
La pel·lícula compta amb dos col·laboradors freqüents de Méliès: Fernande Albany com la turista cansada, i Manuel com el lacai, que s'identifica en el títol francès de la pel·lícula com a John. Els efectes especials es creen amb escamoteig i pirotècnia; el muntatge no està a l'alçada de l'estàndard habitual de Méliès, amb les diferents transformacions gestionades amb menys fluïdesa que la típica de les seves pel·lícules. Una guia de l'obra de Méliès, publicada pel Centre National de la Cinématographie, que probablement la pel·lícula no va ser supervisada per Méliès sinó per l'actor conclòs Manuel.